# Ихтельхаузен
Ихтельхаузен (нем. Üchtelhausen) — община в Германии, в земле Бавария. 
Подчиняется административному округу Нижняя Франкония. Входит в состав района Швайнфурт.  Население составляет 3852 человека (на 31 декабря 2010 года). Занимает площадь 62,15 км².
Община подразделяется на 9 сельских округов.

## Население
По оценке на 31 декабря 2015 года население общины Ихтельхаузен составляет 3880 чел. 

| Дата      | 1840 | 1871 | 1900 | 1925 | 1939 | 1950 | 1961 | 1970 | 1987 | 2011 |
| --------- | ---- | ---- | ---- | ---- | ---- | ---- | ---- | ---- | ---- | ---- |
| Население | 1642 | 1893 | 1921 | 2093 | 2138 | 2859 | 2878 | 3305 | 3717 | 3882 |

| Год       | 1960 | 1970 | 1980 | 1990 | 2000 | 2009 | 2010 | 2011 | 2012 | 2013 | 2014 | 2015 |
| --------- | ---- | ---- | ---- | ---- | ---- | ---- | ---- | ---- | ---- | ---- | ---- | ---- |
| Население | 2836 | 3336 | 3462 | 3838 | 4090 | 3876 | 3852 | 3863 | 3828 | 3849 | 3878 | 3880 |